# A.G. Cook
A.G. Cook, właśc. Alexander Guy Cook (ur. 23 sierpnia 1990 w Londynie) – brytyjski muzyk i producent muzyczny. Założyciel wytwórni płytowej PC Music, proponującej nowy typ muzyki pop. Najbardziej znany ze współpracy z Charli XCX. Ma w dorobku również kilka własnych albumów studyjnych. Czterokrotnie nominowany do nagrody Grammy.
Laureat nagrody Brit Awards w kategorii Producent Roku (2025). Laureat nagrody Gold Derby Music Award, dwukrotnie do niej nominowany.

## Życiorys
Alexander Guy Cook urodził się 23 sierpnia 1990 roku w Londynie jako syn dwojga architektów, Yael Reisner i Sir Petera Cooka. Jako dziecko nie interesował się muzyką. Zainteresował się nią dopiero, gdy zaczął korzystać z programu  muzycznego GarageBand. Jako nastolatek nagrywał muzyczne pomysły swoich przyjaciół. Muzyką zaczął poważnie zajmować się, gdy spotkał się ze swoim przyjacielem Dannym L Harle, w czasie, kiedy był studentem muzyki w Goldsmiths, University of London. Stworzył z nim eksperymentalny projekt Dux Content, który między innymi skomponował ścieżkę dźwiękową do filmu animowanego Heart of Death, a w 2012 roku – kolejny projekt, Dux Kidz.

## Kariera

### PC Music (2013–2023)
W sierpniu 2013 roku założył wytwórnię płytową PC Music, gromadząc pod jej skrzydłami producentów, autorów tekstów piosenek, piosenkarzy i artystów wizualnych. Wkrótce dołączyli do niej tacy artyści tacy jak GFOTY, Easyfun, Princess Bambi i Hannah Diamond. Sam Cook zadebiutował w swojej wytwórni w tym samym roku EP-ką Nu Jack Swung. PC Music wydawała online utwory popowe, w których wykorzystywano głównie żeńskie, komputerowo przekształcone głosy, w zwięzłych utworach w syntetycznych aranżacjach, pełnych błyskotliwych brzmień. Produkcje te, a zwłaszcza remiksy Cooka, wyróżniały się na tle dotychczasowego popu dzięki wprowadzonym innowacjom, takim jak: zmiany tonacji, nagłe spadki tempa czy przeciwstawienia synkop beatom. Jako źródło swojej twórczości Cook podawał kompozytora Conlona Nancarrowa, który używał rolek pianolowych do tworzenia muzyki o dużej złożoności na potrzeby zmechanizowanego występu. W wywiadzie dla magazynu Tank opisał muzykę pop jako mającą „potencjał, by być przytłaczającą, ekstrawagancką i banalną w tym samym czasie”.

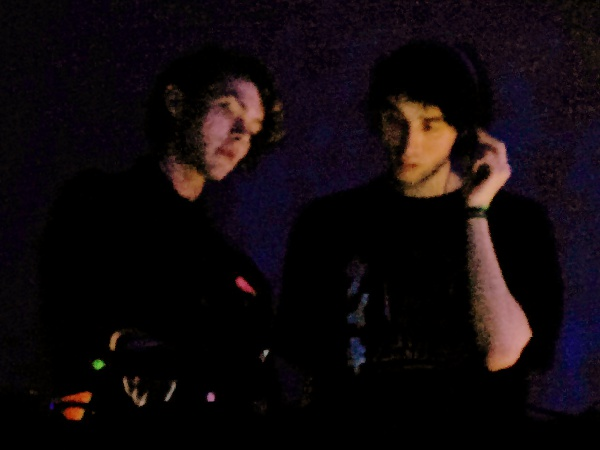
Sophie i A.G. Cook wykonujący wspólny utwór „Hey QT” (1015 Folsom, San Francisco)

W styczniu 2014 roku Cook wydał singiel „Keri Baby” (z gościnnym udziałem Hannah Diamond). W tym samym roku wspólnie z Sophie wyprodukował jej singiel, „Hey QT”. Singiel znalazł się na 14. miejscu 100 najlepszych nagrań 2014 roku (The 100 Best Tracks of 2014) magazynu Pitchfork. 4 czerwca  tego samego roku wydał singiel „Beautiful”. Znalazł się on na 30. miejscu 100 najlepszych nagrań 2014 roku (The 100 Best Tracks of 2014) magazynu Pitchfork i na 9. spośród 50 najlepszych nagrań (50 best tracks of 2014) magazynu Fact.
W styczniu 2015 roku ukazał się oficjalny remiks singla Charli XCX „Doing It”, który zapoczątkował długotrwałą współpracę artystki z Cookiem. W marcu Cook wystąpił razem ze swoimi współpracownikami na festiwalu SXSW, a 8 maja – w BRIC House w Brooklynie w ramach Red Bull Music Academy Festival. DJ-ami imprezy byli Dux Content, duet Cooka i jego wieloletniego współpracownika, Danny’ego L. Harle’a. W grudniu Cook zrealizował remiks utworu „Sticky Drama” Oneohtrix Point Never.
W kolejnych latach pracował głównie jako producent lub współproducent Charli XCX wnosząc wkład do obu jej mixtape’ów z 2017 roku: Number 1 Angel i Pop 2. Później był współproducentem wykonawczym jej albumów studyjnych: Charli 2019 roku i How I’m Feeling Now z 2020 roku.

### 7G,Apple(2020)
W czerwcu 2020 roku wydał, jako DJ Lifeline, EP-kę Airhorn, aw  sierpniu – swój debiutancki album studyjny, 7G, siedmiopłytowy zestaw, na którym wykorzystał siedem różnych instrumentów i brzmień oraz covery utworów The Strokes, Smashing Pumpkins, Blur i Taylor Swift. We wrześniu wydał kolejny album, Apple, będący zbiorem popowych piosenek i eksperymentalnych utworów instrumentalnych. Towarzyszący album z remiksami, Apple vs. 7G, ukazał się w maju 2021 roku. W tym samym roku współpracował z Hikaru Utadą, czego efektem były japońskie przeboje „Kimi ni Muchuu” i „One Last Kiss” (motyw przewodni filmu Evangelion: 3.0+1.0 Thrice Upon a Time) oraz remiks jej piosenki „Face My Fears”. Wspólnie Charli XCX zremiksował piosenkę Lady Gagi „911”, która znalazła się na płycie Dawn of Chromatica. W 2022 roku współtworzenie i współprodukcja albumu Renaissance Beyoncé przyniosły mu nominację do nagrody Grammy w kategorii Album roku. W 2023 roku współpracował jako producent z Utadą, Christine and the Queens, Alaską Reid i Troye Sivanem.

### Britpop(2024)
Latem 2023 roku, z okazji 10 rocznicy istnienia PC Music, Cook ogłosił, że wytwórnia od tego momentu zaprzestaje wydawania nowej muzyki, zamiast tego skupiając się wyłącznie na wydawnictwach archiwalnych. Stwierdził przy tym, że „Podstawowa koncepcja Personal Computer Music i przyjaciele z wytwórni to świat, który nadal wydaje mi się bardzo żywy. (…) Pomyślałem, że idealnym sposobem na jej istnienie jest uznanie, że osiągnęliśmy o wiele więcej, niż myślałem, że możemy osiągnąć w ciągu tych 10 lat, i teraz trzeba być strażnikiem tego materiału”. Po podjęciu tego kroku Cook rozpoczął nową epokę swojej twórczości. Oprócz pracy nad singlami Charli XCX „Club Classics” i „B2B”, wydał na początku 2024 roku utwory „Silver Thread and Golden Needle” i „Soulbreaker”. W maju 2024 roku wydał swój trzeci album, Britpop, tym razem nakładem swojej nowej wytwórni, New Alias. Tytuł album miał w jego zamyśle służyć jako narzędzie do eksploracji niejasnych znaczeń brytyjskości i muzyki pop oraz miejsca, w którym te dwa światy się spotykają. Jak zauważył „To coś abstrakcyjnego i symbolicznego, ale jest w tym coś z brytyjskiego ekscentryzmu. (…) „Britpop” jest tak zabawnym słowem, ponieważ jest związane z popem, ale tak naprawdę nie jest muzyką pop. Ludzie nie mogą się zgodzić, czym jest pop, czym jest britpop, czym jest Brytania – odnosi się to do paradoksów, które mam w swoich utworach”. Album składa się z 24 piosenek, które Cook podzielił na trzy rozdziały: past, presence i future. Wydawnictwo zajęło 12. miejsce na liście 20 najlepszych albumów 2024 roku magazynu Dazed.
Oprócz pracy nad własnym albumem Cook przez ponad rok współpracował z Charli XCX przy realizacji jej szóstego albumu, Brat, którego wydanie zaplanowano na 7 czerwca. Był autorem remiksu pierwszego singla albumu, „Von Dutch”, z udziałem Addison Rae oraz „Club Classics”, wyprodukowanym wspólnie z narzeczonym Charli XCX, perkusistą zespołu The 1975, George’em Danielem.

## Inspiracje
Spośród gatunków muzycznych i artystów, którymi się inspirował, wymienił: UK garage, Davida Guettę, Maxa Martina, duet producencki Jimmy Jam i Terry Lewis, piosenkarkę R&B Cassie, zespół Scritti Politti i jego album Cupid & Psyche 85, J-pop, K-pop, Nightcore, Ark Music Factory, Hudsona Mohawke’a, Nadsroic i Franka Zappę.

## Nagrody i wyróżnienia
Był czterokrotnie nominowany do nagrody Grammy.
W 2025 roku zdobył nagrodę Brit Awards w kategorii: Producent Roku (Producer of the Year).
- Również w 2025 roku zdobył nagrodę Gold Derby Music Award w kategorii: Album of the Year za album Brat (wspólnie ze współproducentami tego albumu: Cirkutem, George’em Danielem, Charli XCX, Gesaffelsteinem, Finnem Keane, Hudsonem Mohawke, El Guincho, Jonem Shave’em, Linusem Wiklundem i Omerem Fedim)[14]

- Dwukrotnie nominowany do tej nagrody w kategorii: Best Pop Album:
  - w 2025 roku za album Brat  (wspólnie ze współproducentami tego albumu)[14]
  - w 2023 roku za album Crash (wspólnie z Charli XCX i ze współproducentami tego albumu: George’em Danielem, Lotus IV, Deatonem Chrisem Anthonym, Oscarem Holterem, Digital Farm Animals, Ianem Kirkpatrickiem, Justinem Raisenem, Sadpony, Arielem Rechtshaidem, Danielem Lopatinem, Mikiem Wise’em i Dopamine)[15].

W grudniu 2020 roku został wyróżniony, wspólnie z Charli XCX, tytułem Hitmakers Innovators of the Year (twórców hitów i innowatorów roku) magazynu Variety.

## Dyskografia
Lista na podstawie Discogs:

### Albumy studyjne
- 7G (2020)
- Apple (2020)
- Apple vs. 7G (2020, remix album)
- Britpop (2020)

### EP-ki
- Nu Jack Swung (2013)

### Single
- „Beautiful” (2014)
- „Keri Baby” (2014, z Hannah Diamond)
- „Drop FM” (2015, z Hannah Diamond)
- „Superstar” (2016)
- „Money On A Gold Plate” / „Cos I Love U” (2017)
- „Lifeline” (2019)
- „So Hot You're Hurting My Feelings” (2019, z Caroline Polachek)
- „Lifeline” (2020)
- „Xxoplex” (2020)
- „Beautiful Superstar” (2020)
- „The Darkness” (2020, z Sarah Bonito i Hannah Diamond)
- „2021” (Umru Remix)
- „Being Harsh” (2021, z Oklou)
- „Windows (No Rome Remix)” (2021, z No Rome)
- „Xxoplex” (2021, z Charli XCX)
- „AFK” (2022, z Ö)
- „Sentence” / „If I Knew” (2023, z Thy Slaughter i easyFunem)
- „Lost Everything” / „Reign” (2023, z Thy Slaughter i easyFunem)
- „Britpop” (2024)

### Kompilacje
- Best of 7G (2024)

### Miksy didżejskie
- Illamasqua 彩る Mix (2012)
- Personal Computer Music (2013)
- Con/Hal x LOGO Mix (2013)
- Xtreme Mixology (2015, z Life Simem)
- Hollywood Ambient (2018)